# 远光软件
远光软件股份有限公司（深交所：002063，简称远光软件或YGSoft）是服务电力行业财务信息化和企业管理信息化的软件提供商。

## 历史
从1980年代开始涉足电力信息化行业，公司位于广东省珠海市的科技创新海岸远光软件园。公司注册资本为10982万元，净资产近4亿元。在国内电力公司的财务电算化领域的市场占有率超过80%，客户包括有五大发电集团（中电投、华能、华电、大唐、国电）和两大电网公司（国家电网、南方电网及各省网公司），近年来公司除了提高软件开发的投入外也逐步向软件服务的方向发展。主要的产品远光FMIS系统在电力企业财务核算领域具有优势。该公司于2006年在深圳证券交易所上市。

## 相关
- 远光FMIS
- SG186工程
- 电力信息化